# Andreaea kilimandscharica
Andreaea kilimandscharica là một loài rêu trong họ Andreaeaceae. Loài này được Paris mô tả khoa học đầu tiên năm 1894.